# Constituția Armeniei
Constituția Armeniei a fost adoptată în urma unui referendum național de pe 5 iulie 1995⁠(d). Potrivit acestei constituții, Armenia este stat democratic, suveran, social și constituțional. Erevanul este definit ca capitală a statului. Puterea este acordată cetățenilor, care o exercită prin alegerea reprezentanților guvernului. Deciziile legate de schimbările statului constituțional sau modificările hotarelor sunt subiect de vot pentru cetățenii Armeniei, care trebuie să se manifeste prin referendum.  Sunt 117 articole în constituția din 1995. Pe 27 noiembrie 2005, a avut loc un referendum constituțional național⁠(d) prin care s-a amendat constituția. Constituția a fost amendată din nou în urma unui referendum național din 6 decembrie 2015⁠(d), prin care s-a votat schimbarea structurii politice dintr-un sistem semiprezidențial într-o republică parlamentară.
Potrivit Constituției amendate în noiembrie 2005 Constitution, prședintele republicii numește prim-ministrul, bazânsu-se pe  distribuirea locurilor în Adunarea Națională și consultarea cu facțiunile parlamentare.  Președintele de asemenea numește (sau înlătură din funcție) membrii guvernului la recomandarea primului ministru. Având în vedere puterile constituționale ale președintelui, Armenia poate fi considerată republică semi-prezidențială.